# Mademoiselle Fleury
Pour les articles homonymes, voir Fleury.
Marie-Anne-Florence Bernardy-Nones, dite Mademoiselle Fleury, est une actrice née à Anvers le 28 décembre 1766 et morte à Orly le 23 février 1818, petite-fille de Charles Bernardy.

## Biographie
Son père, Louis-Joseph Nones, dit Fleury, et sa mère, Marie-Anne-Denise Bernardy, étaient des comédiens de province qui ont beaucoup joué dans les Pays-Bas autrichiens.
Mlle Fleury débute à la Comédie-Française le 21 janvier 1786 et est reçue à l'essai le 23 octobre. Elle devient sociétaire en 1791 et se retire en 1807.
Elle fut un temps l'amante, en 1788, de Armand Tuffin de La Rouërie. Elle épousa par la suite Valentin Chevetel.

## Carrière à la Comédie-Française
Entrée en 1786
Nommée 196e sociétaire en 1791
Départ en 1807
- 1787 : Antigone de Doigny du Ponceau, Comédie-Française : Ismène
- 1787 : Hercule au Mont Oeta de Pierre-François Alexandre Lefèvre, Comédie-Française : Iole
- 1787 : Andromaque de Jean Racine, Comédie-Française : Céphise
- 1788 : Alphée et Zarine de Nicolas Fallet, Comédie-Française, théâtre de l'Odéon : Natalie
- 1788 : Lanval et Viviane de Pierre-Nicolas André-Murville : une fée
- 1788 : Athalie de Jean Racine, Comédie-Française : Salomith
- 1788 : Britannicus de Jean Racine, Comédie-Française : Junie
- 1788 : Iphigénie de Jean Racine, Comédie-Française : Iphigénie
- 1789 : Ericie ou la Vestale de Jean-Gaspard Dubois-Fontanelle, Comédie-Française : une prêtresse assistante
- 1790 : Les Trois noces de Nicolas Dezède, Comédie-Française : Babet
- 1790 : Andromaque de Jean Racine, Comédie-Française : Andromaque
- 1790 : Athalie de Jean Racine, Comédie-Française : Josabet
- 1791 : La Liberté conquise de Harny de Guerville, Comédie-Française : une bourgeoise
- 1791 : Virginie de Doigny du Ponceau, Comédie-Française : Virginie
- 1791 : Athalie de Jean Racine, Comédie-Française : Zacharie
- 1792 : La Mort d'Abel de Gabriel-Marie Legouvé, Comédie-Française : Thirza
- 1792 : Bajazet de Jean Racine, Comédie-Française : Atalide
- 1799 : Iphigénie de Jean Racine, Comédie-Française : Eriphile
- 1800 : Montmorency de Henri de Carrion-Nizas, Comédie-Française : la duchesse
- 1800 : Phèdre de Jean Racine, Comédie-Française : Aricie
- 1801 : Henri VIII de Marie-Joseph Chénier, Comédie-Française : Jeanne de Seymour
- 1801 : Andromaque de Jean Racine, Comédie-Française : Hermione
- 1803 : Le Tasse d'A. M. Cecile, Comédie-Française : Léonore
- 1804 : Guillaume le Conquérant d'Alexandre Duval, Comédie-Française : Gita
- 1805 : Nicomède de Pierre Corneille : Laodice
- Hamlet de William Shakespeare : Ophélie